# 陳慶鏞
陳 慶鏞（ちん けいよう、Chen Qingyong、1795年 - 1858年）は、清末の官僚。字は乾翔または頌南。
福建省泉州府晋江県出身。1832年に進士となり、庶吉士に選ばれ、戸部主事、員外郎、御史を歴任した。1843年、阿片戦争で屈辱的な和約を結び失脚していたキシャン（琦善）らの復権に反対する上奏を行い、大いに名声を高めた。その後官を辞し郷里に帰っていたが、咸豊帝の即位とともに御史として再起用された。当時、太平天国の乱の拡大とともに福建省でも民衆蜂起が発生していた。1853年、郷里に戻って団練を組織し、恵安で発生した邱二娘の乱を鎮圧し、邱二娘を捕えた。1857年、林万青率いる紅銭会が泉州を攻撃すると、防衛に協力して数日で撃退した。
考証学者としても知られ、『籀経堂文集』『三家詩考』『説文釈』『古籀考』などの著書がある。